# Robyn Ebbern
Robyn Ebbern (Brisbane, 2 de julho de 1944) é uma ex-tenista australiana. Ela ganhou três torneios de duplas do Australian Open, e um em duplas mistas. 